# ألان داهل
ألان داهل (بالنرويجية: Allan Dahl Johansson)‏ (و. 1998  م) هو متزلج سريع نرويجي، ولد في أوسلو، شارك في الألعاب الأولمبية الشتوية 2018.

## روابط خارجية
- ألان داهل على موقع SpeedSkatingBase.eu (الإنجليزية)
- ألان داهل على موقع SpeedSkatingNews.info (الإنجليزية)
- ألان داهل على موقع SpeedSkatingStats.com (الإنجليزية)
- ألان داهل على موقع اللجنة الأولمبية الدولية (الإنجليزية)
- ألان داهل على موقع أوليمبيديا (الإنجليزية)